# Фельдман, Зиновий Львович
Зино́вий Льво́вич Фе́льдман (10 августа 1919, Лугинки, Волынская губерния — 1989, Москва) — советский оператор и режиссёр неигрового кино, фронтовой кинооператор в годы Великой Отечественной войны. Лауреат двух Сталинских премий третьей степени (1951, 1952).

## Биография
Родился на хуторе Лугинки (ныне — Житомирская область Украины). После окончания операторского факультета ВГИКа в сентябре 1940 года был призван в Красную армию, служил в Закавказском военном округе, в Тбилиси. 
С началом Великой Отечественной войны воевал на Закавказском фронте в гаубично-артиллерийском полку, во время Керченско-Феодосийской десантной операции получил ранение. C мая 1942 года служил в киногруппе Калининского фронта. В 1944 году — в киногруппах 1-го Прибалтийского и 2-го Белорусского фронтов, работал в паре с И. А. Пановым и С. С. Школьниковым. Заслужил блестящую характеристику руководства. Закончил войну в звании инженер-капитана.
С 1945 года — оператор на ЦСДФ, где проработал до февраля 1953 года, когда по личному указанию Сталина в числе других членов съёмочной группы фильма «По Краснодарскому краю» был уволен со студии:
Вышел приказ министерства, где картину признали искажающей действительность (читай — недостаточно украшательской и показушной). И там же страшные оргвыводы — всю съёмочную группу (кроме ассистентов) уволить, без права работы в кинематографе!!!— Василий Катанян, «Прикосновение к идолам» 1997
С июля 1953 работал на Рижской киностудии художественных и документальных фильмов, — по свидетельству В. Катаняна не оператором, а проявщиком в фотолаборатории. Уже после смерти Сталина, в январе 1954 года был восстановлен на киностудии «Моснаучфильм» как режиссёр-оператор, где проработал до 1982 года (с 1966 года — киностудия «Центрнаучфильм»).
Автор сюжетов для кинопериодики: «Наука и техника», «Новости дня», «Новости сельского хозяйства», «Пионерия», «Сельское хозяйство», «Советский спорт», «Строительство и архитектура».
Член ВЛКСМ с 1933 по 1946 год, член Союза кинематографистов СССР (Москва) с 1958 года.

### Семья
- жена — Ирина Константиновна Клобуцкая, работала во ВГИКе;
- дочь — Татьяна Зиновьевна Фельдман, работала во Всесоюзном научно-исследовательском институте киноискусства (ВНИИК)[11].

## Фильмография
Оператор
- 1944 — Восьмой удар (в соавторстве)
- 1944 — Освобождение Вильнюса (фронтовой выпуск № 4) (в соавторстве)
- 1944 — Освобождение Советской Белоруссии (в соавторстве)
- 1944 — Сражение за Витебск (фронтовой выпуск № 1) (в соавторстве)
- 1945 — Кёнигсберг (в соавторстве)
- 1945 — Парад Победы (ч/б вариант; в соавторстве)[комм. 1]
- 1946 — День авиации (в соавторстве)
- 1946 — Молодость нашей страны (в соавторстве)
- 1947 — Мастера высоких урожаев (в соавторстве)
- 1948 — 1-е Мая (в соавторстве)
- 1948 — Владимир Ильич Ленин (в соавторстве)
- 1948 — В честь семидесятилетия товарища И. В. Сталина. Спецвыпуск (совместно с Е. Ефимовым, С. Киселёвым, Г. Цветковым, П. Шлыковым)
- 1949 — Матч чемпионов (совместно с С. Коганом, П. Оппенгеймом)
- 1949 — Обновление земли (совместно с М. Глидером, С. Киселёвым, С. Ураловым, В. Штатландом)
- 1950 — Советский Туркменистан (совместно с В. Лавровым, С. Медынским, М. Сытовым)
- 1951 — Советская Грузия (совместно с Д. Канделаки, Ш. Гегелашвили, Р. Карменом)
- 1952 — По Краснодарскому краю (запрещён; совместно с А. Шафраном, М. Глидером)
- 1953 — Даугава
- 1955 — Большие резервы (совместно с И. Талуевым)
- 1955 — Терентий Мальцев (в соавторстве; нет в титрах)
- 1956 — Букет цветов
- 1956 — Опыт одного колхоза
- 1957 — Хорошее начало
- 1958 — Широка страна моя (совместно с С. Медынским, Л. Зильбергом, В. Рыклиным, Г. Хольным)
- 1960 — Хлеб семилетки

Режиссёр
- 1956 — Букет цветов
- 1956 — Опыт одного колхоза
- 1957 — Хорошее начало
- 1960 — Хлеб семилетки

Сценарист
- 1973 — Дерево мира[15]

## Награды и премии
- два ордена Красной Звезды (2 декабря 1944; 29 мая 1945)[16][4]
- орден Отечественной войны II степени (16 мая 1945)[17]
- медаль «За Победу над Германией в Великой Отечественной войне 1941-1945 гг.»[11]
- Сталинская премия третьей степени (14 марта 1951) — за фильм «Обновление земли» (1950)[12]
- Сталинская премия третьей степени (15 марта 1952) — за фильм «Советский Туркменистан» (1951)[12]
- орден Отечественной войны I степени (6 апреля 1985)[18]

## Комментарии
1. ↑  З. Фельдману выпало также срочно делать досъёмку в Риге командующего 1-м Прибалтийским фронтом генерал армии Баграмяна, не снятого на Красной площади[14].